# Dracula (film, 1931)
Pour les articles homonymes, voir Dracula (homonymie).
Pour plus de détails, voir Fiche technique et Distribution.
Dracula est un film américain réalisé par Tod Browning en 1931.
Le film suit Renfield, chargé de conclure une transaction immobilière avec le comte Dracula, qui se rend dans son château des Carpates, où l'aristocrate, qui s'avère être un vampire, va l'hypnotiser pour le mettre sous ses ordres. Débarqué avec Renfield en Angleterre, Dracula ne tarde pas à créer de nouveaux semblables dans la société locale en commençant par la jeune Lucy. Mais la présence du docteur Van Helsing va contrarier ses plans.
C'est le premier film d'une longue série sous l'appellation « Dracula », une première adaptation non officielle ayant été tournée en 1922 par Friedrich Wilhelm Murnau sous le nom de Nosferatu le vampire.
Adapté d'une pièce de théâtre de 1924 de Hamilton Deane et John L. Balderston, elle-même adaptée du roman original de Bram Stoker de 1897, Dracula, le film de 1931 fait partie de la série des Universal Monsters.

## Synopsis
Renfield est un avocat qui se rend au château du comte Dracula en Transylvanie pour une affaire. Les habitants du village craignent que des vampires n'habitent au château et l'avertissent de ne pas s'y rendre. Renfield refuse de rester à l'auberge du village et demande à son cocher de l'emmener au col du Borgo. Renfield est alors conduit au château par le carrosse de Dracula, ce dernier étant déguisé en chauffeur. En route, Renfield passe la tête par la fenêtre pour demander au chauffeur de ralentir, mais il s'aperçoit que celui-ci a disparu et c'est une chauve-souris qui conduit les chevaux. L'avocat entre ensuite dans le château et est accueilli par le charmant mais excentrique comte, qui est un vampire. Ils discutent de l'intention de Dracula de louer l'ancienne abbaye de Carfax en Angleterre, où il compte se rendre le lendemain. Dracula hypnotise alors Renfield pour qu'il ouvre une fenêtre. Renfield s'évanouit tandis qu'une chauve-souris apparaît et les trois femmes de Dracula se rapprochent de lui. Dracula les repousse, puis attaque Renfield lui-même.
Plus tard, à bord de la goélette Vesta, Renfield devient fou furieux car son esprit est esclave de Dracula, qui se cache dans un cercueil en fond de cale et se nourrit des membres de l'équipage du navire. Lorsque le navire atteint l'Angleterre, on découvre que Renfield est la seule personne vivante à bord mais il est envoyé au sanatorium du Dr Seward, attenant à l'abbaye de Carfax. Dans un théâtre de Londres, Dracula rencontre Seward. Ce dernier lui présente sa fille Mina ainsi que son fiancé John Harker et une amie de la famille, Lucy Weston. Cette dernière est fascinée par le comte Dracula. Cette nuit-là, le vampire entre dans sa chambre et se régale de son sang pendant qu'elle dort et elle meurt le lendemain après une série de vaines transfusions sanguines.
De son côté, Renfield est obsédé par la consommation de mouches et d'araignées et le professeur Van Helsing analyse le sang de Renfield et se met à lui parler de vampires mais Renfield supplie Seward de le renvoyer, affirmant que ses cris nocturnes risquent de perturber les rêves de Mina. Lorsque Dracula appelle Renfield par l'intermédiaire d'un loup qui hurle, Renfield est troublé par Van Helsing qui lui montre de l'aconit, dont Van Helsing dit qu'il sert à se protéger des vampires. Plus tard Dracula rend visite à Mina, qui est endormie dans sa chambre pour la mordre et le lendemain soir, Dracula vient la visiter mais Van Helsing et Harker remarquent qu'il n'a pas de reflet dans le miroir. Lorsque Van Helsing lui en demande la raison, le comte se fâche brise violemment le miroir avant de s'en aller. Le chasseur de vampires en déduit qu'il est le vampire à l'origine des récentes tragédies.
Une nuit, Mina quitte sa chambre et court vers Dracula dans le jardin où il l'attaque. Une servante la retrouve inconsciente et les journaux rapportent qu'une femme vêtue de blanc attire les enfants dans le parc pour les mordre jusqu'au sang. Mina reconnaît la dame comme Lucy, désormais ressuscitée en vampire et Harker veut emmener Mina à Londres pour la mettre en sécurité mais il se laisse convaincre de la confier à Van Helsing. Ce dernier ordonne à l'infirmière Briggs de prendre soin de Mina lorsqu'elle dort et de ne pas retirer la couronne d'aconit de son cou. Renfield s'échappe de sa cellule et écoute les hommes parler de vampires. Avant que son accompagnateur ne le ramène dans sa cellule, Renfield leur raconte comment Dracula l'a convaincu de le laisser entrer dans le sanatorium en lui promettant des milliers de rats pleins de sang et de vie. Dracula entre dans le salon Seward et s'entretient avec Van Helsing. Dracula déclare que Mina lui appartient désormais et avertit Van Helsing de retourner dans son pays. Van Helsing jure de fouiller l'abbaye de Carfax et de détruire Dracula. Le vampire tente alors de l'hypnotiser mais la détermination de ce dernier s'avère plus forte. Alors que Dracula se jette sur Van Helsing, ce dernier sort un crucifix de son manteau, ce qui l'oblige à battre en retraite.
Alors que Harker rend visite à Mina sur une terrasse, elle lui dit combien elle aime les longues nuits de brouillard et une chauve-souris vole au-dessus d'eux en couinant vers Mina. Elle attaque alors Harker mais Van Helsing et Seward le sauvent. Mina confesse ensuite ce que Dracula lui a fait et dit à Harker que leur amour est terminé. Dracula hypnotise Briggs pour qu'elle retire l'aconit jaune du cou de Mina et ouvre les fenêtres. Van Helsing et Harker voient Renfield se diriger vers l'abbaye de Carfax et y découvrent Dracula avec Mina. Lorsque Harker crie en direction de Mina, Dracula pense que Renfield l'a trahi en les menant là et le tue. Dracula est traqué par Van Helsing et Harker, qui savent que Dracula est forcé de dormir dans son cercueil en plein jour. Pendant que le soleil se lève, Van Helsing prépare un pieu en bois tandis que Harker cherche Mina. Van Helsing ouvre le cercueil puis empale Dracula en plein cœur, le tuant sur le coup et Mina redevient normale.

## Fiche technique
Sauf indication contraire, les informations mentionnées dans cette section peuvent être confirmées par la base de données cinématographiques IMDb,  présente dans la section « Liens externes ».
- Titre original : Dracula
- Titre français : Dracula
- Réalisation : Tod Browning
- Scénario : John L. Balderston, Garrett Fort, d'après la pièce de Hamilton Deane et J. L. Balderston, adaptée du roman de Bram Stoker
- Musique : pas de musique originale, mais utilisation du Lac des Cygnes de Tchaïkovski (Acte II)
- Direction artistique : Charles D. Hall
- Décors : Herman Rosse et John Hoffman (non crédité)
- Costumes : Vera West et Ed Ware (non crédité)
- Photographie : Karl Freund
- Son : C. Roy Hunter
- Montage : Milton Carruth
- Production : Tod Browning, Carl Laemmle Jr.

Production associée : E.M. Asher
- Sociétés de production[2] : Universal Pictures (une production de Tod Browning)
- Sociétés de distribution[2] : Universal Pictures
- Budget : 355 000 $ (estimation)[3]
- Pays de production :  États-Unis
- Langue originale : anglais, hongrois, latin
- Format[4] : N & B - 35 mm - 1,20:1 - son Mono
- Genre : drame, fantastique, épouvante-horreur
- Durée : 75 minutes
- Dates de sortie[5] :
  - États-Unis : 14 février 1931, 1er juin 1947 (réédition)
  - Canada : 6 mars 1931
  - France : 22 janvier 1932 au cinéma l'Ermitage à Paris[6].
  - Israël : 6 juillet 2013 (Festival international du film de Jérusalem)
- Classification[7] :
  - États-Unis : Tous publics (passé)
  - États-Unis : Tous publics (réédition - approuvé)
  - États-Unis : (TV) : Ce programme contient des éléments que les parents peuvent considérer inappropriés pour les enfants (TV-PG).
  - France : Tous publics

## Distribution

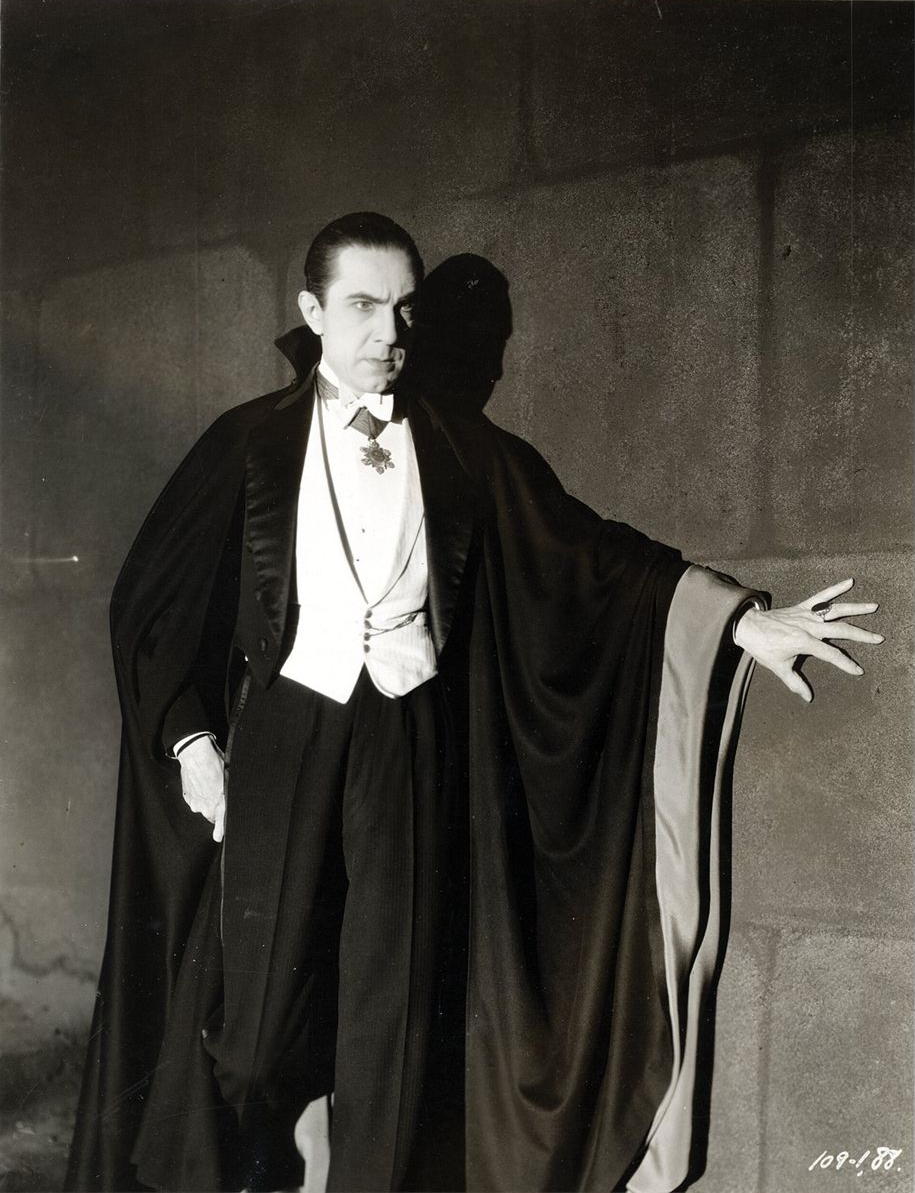
Bela Lugosi dans le rôle du comte Dracula.

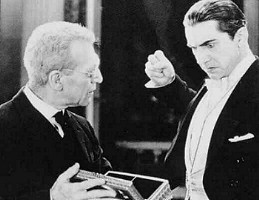
Edward Van Sloan et Bela Lugosi dans une scène du film.

- Bela Lugosi (VF : Jacques Berlioz) : Comte Dracula
- Helen Chandler : Mina Seward
- David Manners : Jonathan Harker
- Dwight Frye : Renfield
- Edward Van Sloan (VF : Pierre Juvenet) : Pr Van Helsing
- Herbert Bunston : Dr Jack Seward
- Frances Dade : Lucy Weston
- Joan Standing : l'infirmière Briggs
- Charles K. Gerrard : Martin

Acteurs non crédités
- John George : un scientifique
- Wyndham Standing : le chirurgien
- Dorothy Tree : une épouse de Dracula
- Geraldine Dvorak : une épouse de Dracula
- Cornelia Thaw : une épouse de Dracula
- Carla Laemmle : passagère du carrosse

## Distinctions
Entre 2000 et 2018, Dracula (1931) a été sélectionné 8 fois dans diverses catégories et a remporté 5 récompenses.

### Récompenses
- Office national de préservation du film 2000 : Prix du Registre national du film.
- Prix Rondo Hatton horreur classique 2006 (Rondo Hatton Classic Horror Awards) : Statuette Rondo de la meilleure restauration.
- Saturn Awards - Académie des films de science-fiction, fantastique et d'horreur 2013 :
  - Prix Saturn de la meilleure collection de DVD / Blu-Ray (dans le cadre de "Universal Classic Monsters : The Essential Collection").
- Association du cinéma et de la télévision en ligne 2018 (Online Film & Television Association) : Temple de la renommée du film OFTA du meilleur film.
- Saturn Awards - Académie des films de science-fiction, fantastique et d'horreur 2018 :
  - Prix Saturn de la meilleure collection de DVD / Blu-Ray (Dans le cadre de la "Dracula Complete Legacy Collection").

### Nominations
- Saturn Awards - Académie des films de science-fiction, fantastique et d'horreur 2005 :
  - Meilleure collection de DVD Collection (dans le cadre de "The Monster Legacy").
- Prix Satellites 2008 : meilleur DVD classique (Édition 75e anniversaire).
- Saturn Awards - Académie des films de science-fiction, fantastique et d'horreur 2015 :
  - Meilleure collection de DVD / Blu-Ray (dans le cadre de la "Universal Classic Monsters: Complete 30 Film Collection").

## Autour du film
Lon Chaney père, acteur fétiche de Tod Browning et déjà vedette d'un film de vampire, London After Midnight (1927), était initialement prévu pour interpréter Dracula. Après sa mort prématurée en 1930, Bela Lugosi qui triomphait alors au théâtre dans ce même rôle, lui succéda. Lugosi insiste lors du maquillage pour apparaître à son avantage. Son visage est maquillé d'un fond de teint vert. L'implantation de ses cheveux est redessinée.
Bela Lugosi fut tellement imprégné du rôle qu'il fut enterré avec la cape du vampire à la demande de sa femme. Il incarna à nouveau Dracula au théâtre et joua des personnages de vampires. Mais, paradoxalement, il ne reprendra le rôle de Dracula à l'écran qu'une seule fois, tardivement, et dans le film parodique Deux Nigauds contre Frankenstein, en 1948.
La version originale du film ne comporte que deux illustrations musicales : un extrait du Lac des cygnes pour le générique du début et la fin de l'ouverture des Maitres Chanteurs de Nurenberg pour le concert à la fin duquel Dracula vient dans la loge du docteur Seward. On ignore si la raison en est la Grande Dépression, une technologie encore balbutiante ou la volonté du réalisateur de mettre en relief l'accent hongrois de Bela Lugosi. Pour la réédition de Dracula dans la collection « Classic Monster » en 1988, les studios Universal demandent à Philip Glass une musique originale. Il compose une partition de 85 min pour claviers et quatuor à cordes, jouée par Michael Riesman et le Kronos Quartet, qui offre un contrepoint sonore à l'image, rempli de clins d'œil au cinéma muet.
Le personnage de Renfield est ici partiellement confondu avec celui de Jonathan Harker : Renfield tient au début du film le rôle tenu par Harker dans le roman.

## Postérité
Dans le jeu vidéo Metal Gear Solid 3: Snake Eater, la médecin cinéphile Para-Medic raconte une partie du film au personnage principal Snake. Ce dernier est secrètement terrifié par les vampires, et l'évocation de Dracula lui provoque un cauchemar où le jeu d'infiltration devient un mini-jeu hack'n slash.